# Pierre François Colin
Pour les articles homonymes, voir Colin.
Pierre François Colin est un homme politique français né le 22 juillet 1777 à Amplepuis (Rhône) et décédé le 15 août 1858 à Plainoiseau (Jura).
Magistrat, il est procureur impérial à Lons-le-Saulnier, puis à Saint-Flour en 1828, avocat général à Riom puis à Dijon en 1829. Il est procureur général à Dijon en 1830. Il est député du Jura pendant les Cent-Jours, puis de 1831 à 1839, siégeant dans la majorité soutenant la Monarchie de Juillet. Il ne se représente pas en 1839 et devient premier président de la cour d'appel de Douai.

## Sources
- « Dictionnaire des parlementaires français de 1789 à 1889 (Adolphe Robert, Edgar Bourloton et Gaston Cougny) », sur gallica BNF (consulté le 8 décembre 2013)